# Geo (マイクロフォーマット)

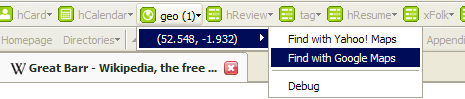
FirefoxのOperatorという拡張機能でグレート・バーでGeoマイクロフォーマットを検知。ユーザーはデフォルトとして表示されているマッピングソース以外の別のソースを追加することができる。

Geoとは(X)HTMLでWGS84 (en) 地理座標（緯度、経度）をマークアップするのに使用されるマイクロフォーマットである。少なくとも、どちらも未だにドラフトではないhCalendarやhCardのサブセットとして、「ドラフト」仕様と呼称されることがあるものの、これは形式的であり、フォーマットも安定していて幅広く使われている。
構文解析ツール（例として、他のウェブサイトやFirefoxのOperatorなど）を使って場所を抽出し、他のウェブサイトやマッピングツールで表示したり、GPS端末に読み出したり、索引に載せたり収集したり、別のフォーマットに変換することができる。

## 使用
緯度と経度を同時に指定しなければならない。
同じ小数位は末尾の0を含めてそれぞれの値で使用する必要がある。
通常の(X)HTMLをgeoマイクロフォーマットに変換するには2つの方法がある:

### 3つのクラス
3つのクラスを加える。マークアップテキストの例では:
```
<
div
>
ベルヴァイド: 52.686; -2.193
</
div
>

```

と入力するとこうなり:
```
<
div
 
class
=
"geo"
>
ベルヴァイド: 
<
span
 
class
=
"latitude"
>
52.686
</
span
>
; 
<
span
 
class
=
"longitude"
>
-2.193
</
span
></
div
>

```

"geo"と"latitude"と"longitude"といったクラス属性値が加えられる。
これは次のように表示される。

ベルヴァイド: 52.686; -2.193

このgeoマイクロフォーマットはベルヴァイド貯水池に対応しており、マイクロフォーマット構文解析ツールはこのページで検知することができる。

### 1つのクラス
アウタークラスで短縮バージョンを使用出来る場合があり、緯度を先に記述しなければならない:
```
ベルヴァイド貯水池は52.686; -2.193に位置する。

```

と入力するとこうなる:
```
ベルヴァイド貯水池は
<
span
 
class
=
"geo"
>
52.686; -2.193
</
span
>
に位置する

```

この場合はセミコロン(;)で区切らなければならないがもし他の分け方を行いたい場合は、abbr要素を使用することができ、値をtitle属性に置く:
```
ベルヴァイド貯水池は
<
abbr
 
class
=
"geo"
 
title
=
"52.686;-2.193"
>
52.686, -2.193
</
abbr
>
に位置する。

```

また、他のいくつかのスキーマを使用して地点を表示することもできる:
```
ベルヴァイド貯水池は
<
abbr
 
class
=
"geo"
 
title
=
"52.686;-2.193"
>
Grid reference SJ870099
</
abbr
>
に位置する。

```

しかし、完全に地点を隠してしまうためにabbrの使用法としては良くない:
```
ベルヴァイド貯水池は
<
abbr
 
class
=
"geo"
 
title
=
"52.686;-2.193"
>
良い観光地である
</
abbr
>
。

```

## アクセシビリティ問題
abbr要素(いわゆる略称デザインパターンを使用)を使用することは少なくともスクリーンリーダーや読み上げブラウザのユーザーにとって問題が生じており、表示座標を見つける別の方法が模索されている。

## hCard
各GeoマイクロフォーマットはhCardマイクロフォーマットに内包することが可能で、個人や組織や建物の名前、郵便番号、電話番号、URL、画像に対応している。

## エクステンション
Geoマイクロフォーマットを拡張するために、3つの現行かつ相互排他的ではない提案がある。
- geo-extension - 月など他の惑星や非WGS84スキーマの座標を表示する。
- geo-elevation - 高度を表示。
- geo-waypoint - ウェイポイントを使用して経路や境界を表示する。

## 使用者
Geoマイクロフォーマットを使用している団体やウェブサイトの例として以下のものが挙げられる。
- Flickr - 300万枚以上の写真がある
- Geograph Britain and Ireland - 100万枚以上の写真がある
- Google[6]
- Multimap - 全地図ページ
- MyMap - 例:  (台湾のサイト)
- オープンストリートマップ - 場所に関するウィキページやGPSトレースや日記エントリ
- Locify - 携帯電話ブラウザ向けに強化された地点表示
- ウィキペディア - 地図リンクページの地理関連テンプレートに組み込まれている
  - ドイツ語版ウィキペディア - 同上
  - オランダ語版ウィキペディア - 同上
  - スウェーデン語版ウィキペディア - 同上
  - イタリア語版ウィキペディア
- ウィキボヤージュ